# Doughty Hanson & Co
Doughty Hanson & Co es un fondo privado de capital riesgo británico centrado en compras apalancadas y recapitalization de compañías medias en Europa. La firma también invierte ocasionalmente en inmuebles y apoya proyectos de riesgo en compañías de tecnología europeas. Doughty Hanson tiene su sede en Londres y cuenta con oficinas en Fráncfort, Madrid, Milán, Múnich, París y Estocolmo.
La firma fue fundada en 1985 por Nigel Doughty y Richard Hanson es uno de los fondos más antiguos de capital riesgo europeos. Desde su aparición, la empresa ha invertido más de €23 000 millones a través de más de 100 operaciones. El 4 de febrero de 2012, Doughty fue encontrado muerto en el gimnasio de su casa en Lincolnshire.
El lunes 10 de agosto de 2012,  anunciaron  que cerraban la mayoría de sus oficinas europeas, después de abandonar una ronda de financiación. Entre las oficinas cerradas están las de París, Fráncfort, Madrid y Estocolmo.

## Historia
Doughty Hanson inicia su historia en 1985, cuando Nigel Doughty y Richard (Dick) Hanson empezaron a trabajar juntos en el sector de inversiones dentro de Standard Chartered Bank, al principio como una nueva unidad. En 1990  establecieron CWB Partners, una empresa de capital riesgo privada entre Standard Chartered y Westdeutsche Landesbank.
Doughty Hanson se estableció como una empresa independiente en 1995. En 1999, el grupo expandió sus actividades con la formación de un equipo de inversión de inmuebles y al año siguiente  estableció un equipo para centrarse en empresas de tecnología, en una etapa temprana, para colaborar en la búsqueda de capital.

## Estrategia de inversión
Doughty Hanson tiene tres áreas de producto, que operan por separado:
- Capital riesgo – Doughty Hanson invierte en empresas medias europeas con un valor estimado entre 250 millones de euros y 1.000 millones de euros.
- Inmuebles – Doughty Hanson invierte en activos inmobiliarios para venta al detalle y sectores de logística. En su gama de inversiones pueden aparecer desarrollos más complejos y proyectos de regeneración urbana.
- Inversiones en tecnología – Doughty Hanson busca objetivos en empresas jóvenes de tecnología, fundamentalmente dentro de tres sectores de la industria: software de internet, comunicaciones móviles y tecnología para las energías limpias.

### Inversiones
En junio de 2007, Doughty Hanson fue la primera empresa de capital riesgo que firmó la Carta de Naciones Unidas para Inversiones Responsables (UNPRI por sus siglas en inglés), carta que proporciona un marco medioambiental, social y de gobierno (ESG) para los intereses inversores y las prácticas empresariales. Un año más tarde la empresa se convertía en el primer fondo de capital riesgo privado en Europa que contrataba de acuerdo con los principios ESG.

## Fondos de inversión
Desde su fundación, Doughty Hanson ha captado fondos por un montante de más de €8 000 millones, a través de sus cinco fondos. El siguiente es un resumen de los fondos de inversión captados por años por Doughty Hanson:
| Fondo                               | Año  | Capital (m) |
| ----------------------------------- | ---- | ----------- |
| Fondo de Equidad privada I          | 1990 | £167        |
| Fondo de Equidad privada II         | 1995 | DM 1,000    |
| Fondo de Equidad privada III        | 1998 | $2,700      |
| Fondo de inmueble I                 | 2000 | $616        |
| Aventuras de tecnología Financian I | 2000 | $237        |
| Fondo de Equidad privada IV         | 2004 | €1,500      |
| Fondo de inmueble II                | 2005 | €530        |
| Fondo de Equidad privada V          | 2007 | €3,000      |

En 2007, Doughty completó su quinta emisión, por un valor de €3.000 millones de euros en inversiones.  Por el contrario, en 2004 solo consiguió €1.600 millones de euros, frente a un objetivo inicial de €3.000 millones.

## Cartera de compañías
Las inversiones siguientes son representativas de la cartera de compañías de Doughty Hanson:
- The RHM Group - RHM era entre los grupos de fabricación alimentarios principales en el Reino Unido. Originalmente fundado en 1899, RHM estuvo adquirido por Doughty Hanson en 2000 y listado en Bolsa de valores de Londres en julio de 2005.
- Priory Healthcare es el proveedor independiente más importante en servicios de rehabilitación y salud mental del Reino Unido.  Priory fue adquirido por Doughty Hanson en 2002 y vendido en julio de 2005 en una transacción valorada en 875 millones de libras.
- Saft S.A. - Saft es un fabricante de baterías de litio de gama alta, con productos para aviación, ferrocarril, industria o defensa. Saft fue adquirido por Doughty Hanson en 2004 y la compañía salió a Bolsa en el índice de Euronext, París, en junio de 2005.
- Moeller - Moeller es uno de los fabricantes de componentes eléctricos más importantes de Europa. Moeller fue adquirida por Doughty Hanson en 2005 y vendida en abril de 2008, en una transacción valorada en €1.650 millones.

Otras inversiones notables incluyen: TMF Group, TV3 (Irlanda), Tumi Inc., Dunlop Standar Aeroespace Group, Caudwell Group y LM Wind Power.